# Першопокровська сільська рада
Першопокро́вська сільська́ ра́да — адміністративно-територіальна одиниця та орган місцевого самоврядування в Нижньосірогозькому районі Херсонської області. Адміністративний центр — село Першопокровка.

## Загальні відомості
Першопокровська сільська рада утворена в 1949 році.
- Територія ради: 92,209 км²
- Населення ради: 1 213 особи (станом на 2001 рік)

## Населені пункти
Сільській раді підпорядковані населені пункти:
- с. Першопокровка
- с. Богданівка

## Склад ради
Рада складається з 16 депутатів та голови.
- Голова ради: Васильченко Євген Анатолійович
- Секретар ради: Серган Тетяна Миколаївна

### Керівний склад попередніх скликань
| Прізвище, ім'я, по батькові    | Основні відомості                                                                                     | Дата обрання | Дата звільнення |
| ------------------------------ | --- | ------------ | --------------- |
| Васильченко Євген Анатолійович | Сільський голова, 1966 року народження, освіта середня спеціальна, член Соціалістичної партії України | 26.03.2006   | 31.10.2010      |
| Васильченко Євген Анатолійович | Сільський голова, 1966 року народження, освіта середня спеціальна                                     | 31.10.2010   |                 |

Примітка: таблиця складена за даними сайту Верховної Ради України

### Депутати
За результатами місцевих виборів 2010 року депутатами ради стали:

#### За суб'єктами висування
| Суб'єкт висування                                       | Кількість обраних депутатів | %    |
| ------------------------------------------------------- | --------------------------- | ---- |
| Політична партія Всеукраїнське об'єднання «Батьківщина» | 7                           | 43,8 |
| Партія регіонів                                         | 4                           | 25   |
| Народна партія                                          | 2                           | 12,5 |
| Політична партія «Наша Україна»                         | 1                           | 6,3  |
| Політична партія «Сильна Україна»                       | 1                           | 6,3  |
| Самовисування                                           | 1                           | 6,3  |

#### За округами
| № округу                                                | Прізвище, ім'я, по батькові     | Дата визнання обраним | Освіта  | Партійна приналежність                        | Відомості про обраного депутата                                   |
| ------------------------------------------------------- | ------------------------------- | --------------------- | ------- | --------------------------------------------- | ----------------------------------------------------------------- |
| Народна Партія                                          |                                 |                       |         |                                               |                                                                   |
| 1                                                       | Павлюковська Тамара Олексіївна  | 03.11.2010            | вища    | член Народної партії                          | тимчасово не працює                                               |
| 8                                                       | Буйна Ніна Іванівна             | 03.11.2010            | вища    | член Народної партії                          | пенсіонер                                                         |
| Партія регіонів                                         |                                 |                       |         |                                               |                                                                   |
| 3                                                       | Муляр Олена Павлівна            | 03.11.2010            | вища    | член Партії регіонів                          | Дошкільний заклад, завідувачка                                    |
| 4                                                       | Кравченко Михайло Прокопович    | 03.11.2010            | середня | позапартійний                                 | приватний підприємець                                             |
| 5                                                       | Бідна Валентина Іванівна        | 03.11.2010            | вища    | член Партії регіонів                          | Стаціонарне відділення перебування одиноких громадян, завідувачка |
| 14                                                      | Колун Ірина Вікторівна          | 03.11.2010            | вища    | позапартійна                                  | Першопокровське відділення зв'язку, завідувачка                   |
| Політична партія Всеукраїнське об'єднання «Батьківщина» |                                 |                       |         |                                               |                                                                   |
| 2                                                       | Мірошник Варвара Василівна      | 03.11.2010            | середня | позапартійна                                  | пенсіонер                                                         |
| 6                                                       | Ковальчук Олександр Миколайович | 03.11.2010            | вища    | позапартійний                                 | приватний підприємець                                             |
| 7                                                       | Побєл Юрій Іванович             | 03.11.2010            | середня | позапартійний                                 | приватний підприємець                                             |
| 9                                                       | Побігун Наталія Іванівна        | 03.11.2010            | вища    | позапартійна                                  | Першопокровська загальноосвітня школа І-ІІІ ст., вчитель          |
| 10                                                      | Кондратенко Людмила Анатоліївна | 03.11.2010            | вища    | позапартійна                                  | Першопокровська загальноосвітня школа І-ІІІ ст., вчитель          |
| 11                                                      | Рибалко Володимир Павлович      | 03.11.2010            | середня | член Всеукраїнського об'єднання «Батьківщина» | ТОВ «Покровське», інженер по ТБ                                   |
| 16                                                      | Кипятков Павло Миколайович      | 03.11.2010            | середня | позапартійний                                 | пенсіонер                                                         |
| Політична партія «Наша Україна»                         |                                 |                       |         |                                               |                                                                   |
| 13                                                      | Конопчук Світлана Станіславівна | 03.11.2010            | вища    | позапартійна                                  | Першопокровська сільська рада, головний бухгалтер                 |
| Політична партія «Сильна Україна»                       |                                 |                       |         |                                               |                                                                   |
| 12                                                      | Серган Тетяна Миколаївна        | 03.11.2010            | вища    | член Політичної партії «Сильна Україна»       | Першопокровська сільська рада, секретар                           |
| Самовисування                                           |                                 |                       |         |                                               |                                                                   |
| 15                                                      | Кипяткова Алла Григорівна       | 03.11.2010            | середня | позапартійна                                  | пенсіонер                                                         |

## Населення
Згідно з переписом УРСР 1989 року чисельність наявного населення сільської ради становила 1315 осіб, з яких 598 чоловіків та 717 жінок.
За переписом населення України 2001 року в сільській раді мешкало 1196 осіб.

### Мова
Розподіл населення за рідною мовою за даними перепису 2001 року:
| Мова       | Відсоток |
| ---------- | -------- |
| українська | 89,61 %  |
| російська  | 8,90 %   |
| молдовська | 0,91 %   |
| білоруська | 0,25 %   |
| інші       | 0,33 %   |